# Vincent Stochove
Vincent Stochove (Brugge 1605 - 25 december 1679), ook genaamd Vincent Stochove van Sinte-Catharina, was burgemeester van Brugge.

## Levensloop
Vincent Stochove was de zoon van Jan Stochove de Jonge en van Marie Reyvaert.
Hij had een zus, Josine Stochove (1609-1671) die trouwde met Marc Arrazola de Oñate, een man die een belangrijke rol speelde in de succesvolle carrière van Vincent. Twee van zijn broers waren eveneens actief in Brugge. Jan-Otho Stochove (jong gestorven in 1627) werd raadslid in Brugge en gouverneur van Aardenburg en Engelbert Stochove (1613-1668) werd schepen van Brugge en vervolgens verantwoordelijke voor de versterkingen van de stad, een aanzienlijke functie waar hij het schepenambt voor liet staan. Allebei bleven ze vrijgezel.
In 1637 trad Vincent in het huwelijk met Marie-Thérèse van Lummen dit van Marcke (overleden in 1699). Zij was de dochter van Jan van Lummen, commis van de contributies in Vlaanderen voor het Brugse Vrije en van Maria Nans. De van Lummens waren een middeleeuwse familie uit Haspengouw, gesproten uit de graven van Limburg. De van Marckes stamden uit een oude Oudenaardse familie. Vooral ook was Marie-Thérèse de kleindochter van Franciscus Nans, beter bekend als de humanist Nantius (1525-1595) , die samen met Otho Stochove en Jan Stochove schepen van Brugge was onder het Calvinistisch bestuur en in 1584 omwille van zijn protestantse overtuiging naar Holland vluchtte om er zijn intellectuele loopbaan verder te zetten als rector van de Latijnse school in Dordrecht en als schrijver van geleerde traktaten.
Het echtpaar ging wonen op de Garenmarkt (thans nummers 11 en 13), in het herenhuis dat Vincent in 1634 had aangekocht en waar ze allebei bleven wonen tot aan hun dood. Onder hun zes kinderen waren er die het herenhuis in eigendom van de familie Stochove behielden tot in 1841. Langs die nazaten behoort het echtpaar Vincent Stochove tot de rechtstreekse voorvaders van koningin Mathilde.
Vincent Stochove overleed op Kerstdag 1679 en zoals ook zijn vrouw twintig jaar later, werd hij in het familiemausoleum bijgezet, aan de voet van het hoofdaltaar in de Sint-Gilliskerk .

## Stadsbestuurder en reiziger

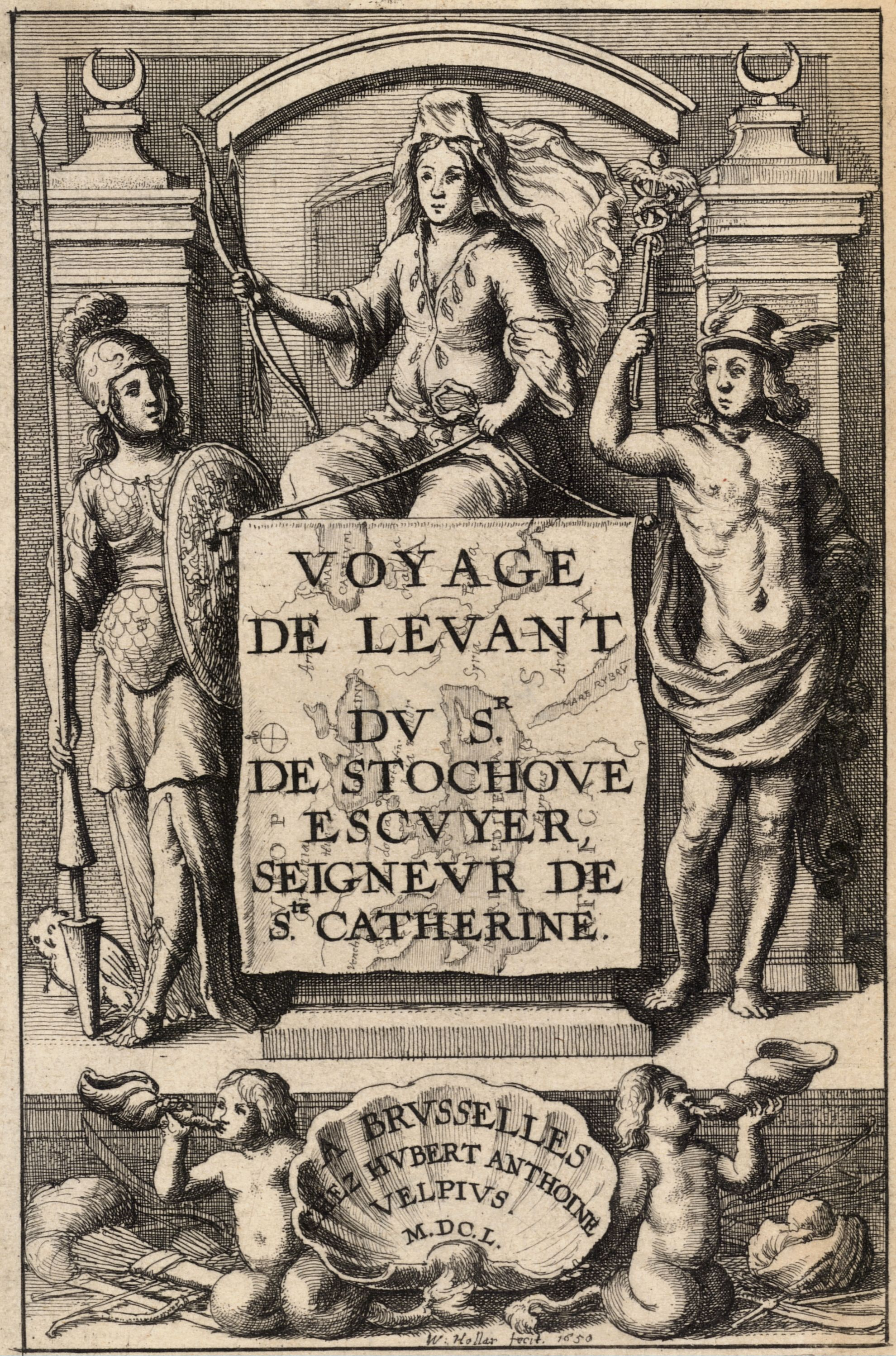
Frontispice van Stochove's reisverhaal

Vincent Stochove begon aan een ambtelijke loopbaan, onderaan de ladder:
- in 1628: raadslid van Brugge
- in 1629: hoofdman van de Carmerswijk

Hij onderbrak toen zijn loopbaan en vertrok in maart 1630, samen met twee Franse reisgezellen, vanuit Rouen naar Italië, waar ze zich lieten opnemen in het gevolg van de Franse ambassadeur bij het Ottomaanse Rijk. Ze scheepten op 8 september in Livorno in en bereikten eind oktober Constantinopel, waar ze vijf maanden verbleven. Vervolgens bezochten ze Smyrna en Cyprus en scheepten in voor het Midden-Oosten. Ze reisden tot in Bagdad, om daarna door Syrië en Libanon te trekken naar hun einddoel: Jeruzalem en de Heilige Plaatsen. In het najaar van 1631 bezochten ze Egypte en de Sinaï en tegen het eind van het jaar kwamen ze in Livorno aan. De volgende zes maanden verbleven ze in Napels, Rome en Loretto. Op 1 september 1632 was Stochove weer in Brugge. Van deze avontuurlijke reis maakte hij een nauwkeurig verslag dat hij in 1643 publiceerde.
Toen zijn pennenvruchten gepubliceerd werden was Vincent Stochove al meer dan tien jaar weer in Brugge en had hij zijn onderbroken ambtelijke loopbaan hervat, om ze tot een hoogtepunt te voeren.
- 1633: schepen van Brugge
- 1634 en 1635: raadslid
- 1644: raadslid
- 4 mei 1645: burgemeester van de raadsleden, om de termijn te voltooien van zijn overleden familielid Herman van Volden.
- 1648 en 1649: raadslid
- 1650 en 1651: burgemeester van de schepenen
- 1652: schepen
- 1654: burgemeester van de raadsleden
- 1655 en 1656: raadslid
- 1657 tot 1659: burgemeester van de schepenen
- 1660-1661: eerste schepen
- 1662 tot 1664: raadslid
- 1665 en 1666: burgemeester van de schepenen
- 1667-69 en 1674-76: eerste schepen.

Vanaf 1633 tot kort voor zijn dood maakte hij dus bijna onafgebroken deel uit van het stadsbestuur,

## Politieke rol
Dat Stochove zo lang en op zo hoge functies, waaronder zes jaar als burgemeester van de schepenen, de stad mee bestuurde, betekent dat hij heel wat invloed had op het reilen en zeilen in de stad.
In 1665 was hij een van de initiatiefnemers voor het delven van een nieuw handelsdok in Brugge, waarvan men overtuigd was dat het opnieuw grote welvaart zou brengen.
Hij had met de regelmatig terugkerende pest- en cholera-epidemieën af te rekenen. In 1666 brak de pest uit en honderden Bruggelingen bezweken. Het overwinnen van de ziekte werd toegeschreven aan de gebeden die men had gericht tot de heilige Franciscus Xaverius. Als aandenken werd een pestschilderij geplaatst op de gevel van het huis op de hoek van de Sint-Jorisstraat en de Poitevinstraat. Het staat er nog altijd, of althans het tegeltableau dat er in 1900 in de plaats voor kwam. Vincent Stochove wijdde plechtig de stad aan Xaverius toe, die hij tot patroon en schutsengel van Brugge uitriep.
Hij was ook vele jaren, als vertegenwoordiger van Brugge, lid van de Staten van Vlaanderen en nam in die hoedanigheid deel aan de bijeenkomsten in Gent die over de heffing van belastingen delibereerden en aan de plechtigheden bij de inhuldiging van nieuwe koningen of landvoogden.

## Maatschappelijke rol
Stochove speelde natuurlijk ook een maatschappelijke en sociale rol.
- In 1621 werd hij lid van de kruisbooggilde Sint-Joris, dé ontmoetingsplaats voor al wie in Brugge meetelde of wilde meetellen
- Hij werd hoofdman van de gilde van de busschieters Sinte-Barbara.
- In 1643 werd hij gouverneur van de Berg van Charitate
- In 1652 werd hij voogd van het Sint-Janshospitaal, in opvolging van zijn vriend, de historicus Olivier de Wree, genaamd Vredius (1596-1652), functie die hij tot aan zijn dood bleef uitoefenen. Zijn portret door Jacob van Oost de Oude hangt nog steeds in de galerie van de voogdenportretten van dit hospitaal.

## Gastheer voor Charles II
Tijdens het burgemeesterschap van Stochove kwam de verbannen Engelse koning Charles II Stuart met zijn gevolg gedurende twee jaar in Brugge schuilen. Stochove trad vaak op als gastheer om Charles en zijn broers James en Henry ontspanning en vrolijk tijdverdrijf te bezorgen.
Zo ontving hij hen op 2 oktober 1656 in de lokalen van de gilde van Sinte-Barbara, alwaer dat Carolus den Coning wierd ghedient door d’hoogh gheboren heer D’ognate synen vriend, burgemeester van het Vrie en d’edelen heer Stochove, burgemeester van de stadt end’hooftman van den hove. Het luisterrijke feest werd vereeuwigd op twee schilderijen gemaakt door Jan van Meuninxhoven. Vincent Stochove staat op beide prominent afgebeeld en zijn wapenschild prijkt naast dat van de Engelse koning.
Die gastvrijheid leverde Brugge heel wat dankbetuigingen op nadat de koning in 1660 onverhoopt de Engelse en Schotse tronen kon bestijgen. Stochove handelde in deze contacten, zoals in andere, in goed overleg met zijn schoonbroer Marc Arrazola de Oñate, die een belangrijke rol in zijn steile opgang speelde.
Zes jaar na het vertrek van de Koning kreeg Brugge uit dankbaarheid via het Privilegie der Visscherie van Charles het eeuwige recht om 50 schepen de Engelse en Schotse wateren te bevissen.

## Publicaties
- Voyage de Vincent Stochove fait l’année 1630, 1631, 1632 (…), bij drukker Velpius, Brussel, 1643. Herdrukken in 1650 en 1662.
- Othoman ou abrégé des vies des empereurs turcs depuis Othoman I jusqu’à Mohamed IV à présent régnant

Nederlandse vertalingen:
- Prosper DE VYNCK, prior van de Brugse Eekhouteabdij en dichter, Het Bereysde Oosten, bij drukker Van der Meulen, Brugge, 1658
- Prosper DE VYNCK, Othoman, gevoegd bij de herdruk van het Bereysde Oosten, in 1681.